# 加勒比小鯷
加勒比小鯷（学名：Anchoa cayorum）為輻鰭魚綱鲱形目鳀科的其中一種，分布於中西大西洋區，包括墨西哥灣及加勒比海沿岸海域，棲息深度可達50公尺，本魚體延長，口鼻中位，吻大於眼徑，上頷長於下頷，臀鰭中等長度，體側具一銀色條紋，臀鰭軟條21-26條，體長可達11公分，喜群游，棲息在沿岸，可作為食用魚或餌魚。

## 擴展閱讀
維基物種上的相關：加勒比小鯷